# Hargicourt (Aisne)
Hargicourt è un comune francese di 556 abitanti situato nel dipartimento dell'Aisne della regione dell'Alta Francia.

## Società

### Evoluzione demografica
Abitanti censiti